# Agim Doçi
Agim Doçi, född 9 maj 1948 i Shkodra i Albanien, död 23 juni 2024 i Tirana i Albanien, var en albansk låtskrivare och poet.
Doçi har varit aktiv som låtskrivare sedan 1980-talet. 1988 skrev han låten "E duam lumturinë" som Parashqevi Simaku vann Festivali i Këngës 27:e upplaga med. 2003 skrev han låten "Imazhi yt" som Anjeza Shahini ställde upp i Festivali i Këngës 42 med. Med låten lyckades hon vinna tävlingen och hon kom därmed att bli Albaniens första representant i Eurovision Song Contest följande vår. I Eurovision kom hon på 7:e plats i finalen med den engelska versionen av låten "The Image of You", ett av Albaniens starkaste resultat hittills. 2008 återupprepade Doçi bedriften då han stod bakom låten "Më merr në ëndërr" som Kejsi Tola segrade i Festivali i Këngës 47 med. Även denna låt lyckades ta sig till finalen av Eurovision där Albanien slutade 17:e.
I december 2014 var han en av jurymedlemmarna i Festivali i Këngës 53, som utsåg Elhaida Dani till vinnare.
2015 berättade han att han arbetat åt Sigurimi (säkerhetspolisen) under tiden Albanien var en kommunistdiktatur.